# Маньчжурский кандидат (фильм, 2004)
«Маньчжурский кандидат» (англ. The Manchurian Candidate) — американский триллер, снятый режиссёром Джонатаном Демми в 2004 году. Экранизация романа Ричарда Кондона.

## Сюжет
Во время операции «Буря в пустыне» в Кувейте американский дозор натыкается на превосходящие силы иракцев. Командир отряда капитан Бен Марко открывает огонь из пулемёта, но падает, сражённый ударом приклада вражеского пехотинца.
Спустя много лет, став майором, он рассказывает об этом бое отряду скаутов. Сержант Реймонд Шоу бросился к пулемёту и отразил врага, за что удостоился высшей американской военной награды — медали Почёта. 
На выходе из школы Марко встречает своего однополчанина капрала Эла Мелвина. Тот явно не в себе. Он рассказывает о странных видениях, и что на самом деле их отряд спас сам Марко. Майор подбирает рисунки, выпавшие из папки Мелвина и с ужасом понимает, что изображения точь-в-точь похожи на его собственные сновидения. Он видит во снах, как некая команда учёных, заставляет его отряд хором повторять версию о подвиге Шоу, как Шоу по приказу учёных душит рядового, а сам Марко пристреливает другого. Было объявлено, что оба военных погибли в бою.
Марко начинает расследование. Он отправляется в Нью-Йорк, в дороге с ним знакомится симпатичная женщина по имени Рози и приглашает его остановиться в доме её сестры в Нью-Йорке. В ванной Марко замечает странную выпуклость на спине, распарывает её бритвой, оттуда вываливается крохотный металлический имплантат, но из-за неосторожности майора проваливается в раковину. Тем временем Шоу, ставший политиком и кандидатом в вице-президенты США, получает по телефону приказ на активацию и проходит в скрытое помещение, где команда учёных просверливает его череп и заменяет имплантат в глубинах его мозга.
Марко встречается с Шоу, но на все вопросы тот отвечает, что ничего не помнит. Марко нападает на Шоу и выкусывает у него из спины имплантат. Подоспевшая охрана арестовывает Марко, но Шоу не выдвигает против него обвинений. Командование отстраняет Марко от службы и приказывает ему явиться для лечения в госпиталь. Учёный, товарищ Марко, которого он вытащил из Албании, с изумлением изучает устройство имплантата. Марко нападает на след некоего «Маньчжурского фонда» и южноафриканского учёного Аттикуса Нойла, которого видел в своих снах. Он выкладывает эту информацию перед сенатором Джорданом. Несмотря на слабые доказательства, Джордан предъявляет данные Шоу и его матери и требует от конгрессмена снять кандидатуру, а потом разобраться, что с ним произошло. Шоу соглашается, но его мать неожиданно произносит приказ на активацию. Зомбированный Шоу убивает Джордана и его дочь, с которой раньше встречался.
Марко разоблачает Рози, которая является агентом спецгруппы ФБР, годами наблюдавшую за заговором «Маньчжурского фонда». ФБР устраивает встречу Марко и Шоу. Шоу говорит, что его мать хочет поговорить с ним по телефону. Марко берёт трубку и слышит приказ на активацию.
Кандидат Артур побеждает на президентских выборах. На вечеринке зомбированный Марко должен застрелить Артура, после чего Шоу станет президентом. Однако Марко и Шоу преодолевают действие психотронного оружия. Шоу подставляет себя и мать под выстрел Марко. Агент ФБР Рози предотвращает самоубийство Марко, после чего власти скрывают обстоятельства дела, выгораживая Марко. Марко приезжает на таинственную базу, где ему и товарищам промывали мозги, и рассказывает Рози, как ему посчастливилось бежать оттуда.

## В ролях
| Актёр            | Роль                    |
| ---------------- | ----------------------- |
| Дензел Вашингтон | майор Беннетт Марко     |
| Мерил Стрип      | сенатор Элеанор Шоу     |
| Лев Шрайбер      | конгрессмен Реймонд Шоу |
| Джон Войт        | сенатор Томас Джордан   |
| Вера Фармига     | Джоселин Джордан        |
| Кимберли Элис    | Рози                    |
| Тед Ливайн       | полковник Говард        |
| Мигель Феррер    | полковник Гаррет        |
| Джеффри Райт     | Эл Мелвилл              |
| Саймон Макбёрни  | Аттикус Нойл            |
| Дориан Миссик    | Оуэнс                   |

## Награды и номинации
- 2005 — номинация на премию «Золотой глобус» за лучшую женскую роль второго плана (Мерил Стрип)
- 2005 — номинация на премию BAFTA за лучшую женскую роль второго плана (Мерил Стрип)
- 2005 — три номинации на премию «Сатурн»: лучший приключенческий фильм, боевик или триллер, лучшая мужская роль второго плана (Лев Шрайбер), лучшая женская роль второго плана (Мерил Стрип)